# Общество немецких староавстрийских землячеств в Австрии
Общество немецких староавстрийских землячеств в Австрии (нем. Verband der deutschen altösterreichischen Landsmannschaften in Österreich, VLÖ) — австрийская общественная организация, в которую входят региональные объединения лиц, депортированных после Второй мировой войны. Местом ассоциации является Вена. Председателем является Рудольф Рейман.

## История
До ноября 2014 года оно было названо Общество этническонемецких землячеств Австрии (нем. Verband der Volksdeutschen Landsmannschaften Österreichs, VLÖ).

## Организации-члены
- Судетонемецкое землячество в Австрии (Sudetendeutsche Landsmannschaft in Österreich)
- Дунайскошвабское рабочие сообщество (Donauschwäbische Arbeitsgemeinschaft)
- Общество банатских швабов Австрии (Verband der Banater Schwaben Österreichs)
- Карпатонемецкое землячество в Австрии (Karpatendeutsche Landsmannschaft in Österreich)
- Кочевское землячество в Клагенфурте
- Австрийский отечественный союз Бескидская область (Österreichischer Heimatbund Beskidenland)
- Землячество буковинских немцев в Австрии (Landsmannschaft der Buchenlanddeutschen in Österreich)
- Землячество немецких нижнештирийцев в Австрии (Landsmannschaft der Deutsch-Untersteirer in Österreich)
- Федеральное общество трансильванских саксов в Австрии (Bundesverband der Siebenbürger Sachsen in Österreich)